# Wkraplacz
Wkraplacz to naczynie laboratoryjne, które służy do precyzyjnego dozowania ciekłych substancji, zazwyczaj substratów do prowadzonej w kolbie reakcji chemicznej.
Typowy wkraplacz składa się z naczynia o kształcie cylindrycznym, stożkowym lub gruszkowym, które posiada z jednej strony szlif żeński, zaś z drugiej strony nóżkę z kranikiem i szlifem męskim.
W większości wkraplaczy występuje też cienka rurka łącząca nóżkę z naczyniem. Zadaniem tej rurki jest zapewnienie wyrównywania ciśnienia w trakcie wkraplania, co umożliwia wkraplanie przy zamkniętym górnym otworze. Rurka ta jest szczególnie ważna, gdy prowadzi się reakcje w atmosferze gazu obojętnego lub pod innym ciśnieniem niż atmosferyczne.
Niektóre rodzaje wkraplaczy posiadają też przybliżoną skalę objętości, która zazwyczaj jest narysowana "do góry nogami" po to, aby umożliwiać obserwację tempa wkraplania. Innym "wynalazkiem" stosowanym czasem we wkraplaczach jest też wewnętrzna rurka w nóżce, wystająca nieco poza dolną krawędź szlifu męskiego. Służy ona do zapewniania wkraplania bezpośrednio do zawartości kolbki, gdyż przy braku tej rurki krople mają tendencję do spływania po ściankach wewnętrznych.
We wkraplaczach starszego typu stosowano kraniki szklane, szlifowane. Przy pomocy tych kraników trudno jest jednak precyzyjnie kontrolować szybkość wkraplania, dlatego obecnie są one coraz częściej zastępowane przez różnej konstrukcji kraniki teflonowe.
Nawet najlepiej skonstruowane wkraplacze nie zapewniają jednak zbyt dużej precyzji kontroli tempa wkraplania, dlatego przy prowadzeniu reakcji, które wymagają wyższej precyzji dozowania substratów stosuje się czasami pompy przepływowe.
Jako wkraplacze wykorzystuje się też czasami rozdzielacze ze szlifem na nóżce, które różnią się właściwie od wkraplaczy tylko brakiem rurki wyrównującej ciśnienie.